# Roman Muszyński
Roman Tytus Muszyński (ur. 3 stycznia 1956 w Ostrowcu Świętokrzyskim, zm. 2 czerwca 2007) – polski malarz, twórca mail artu, grafik, fotografik, happener i poeta. 
Absolwent historii sztuki Katolickiego Uniwersytetu Lubelskiego w r. 1981. Od roku 1975 związany był z Lublinem. Podczas studiów reaktywował na KUL istniejącą tam w pocz. lat 60. XX w. wspólnotę plastyczną INOPS (m.in. Marta Dłubak, Witold S. Kozak i Marek Ratajczak) i przyłączył się do ostatniej (1974-1979) formacji literackiej polskiej "nowej fali" – Ogrodu/Ogrodu-2 (m.in. Mariusz Maliszewski – zm. 2006, Stanisław F. Piekarski, Marek Pietrzela, Lech L. Przychodzki, Jerzy Rudzki, Krzysztof A. Sprawka, Longin Szparaga – zm. 2006 i Andrzej Wasielewski-Połonina – zm. 1995) – uznanego przez krytykę za najbardziej kontrkulturową grupę tego ruchu. Ekipa tworzyła rodzaj artystycznej komuny i swoje teksty podpisywała wspólnie. Zasłynęła z łączenia różnych mediów podczas happeningowych akcji w klubach studenckich (Lublin, Łódź, Kraków, Białystok, Warszawa) i w plenerze oraz częstej współpracy z muzykami podczas spotkań z publicznością, m.in. z combo jazzowym wybitnego saksofonisty klasycznego, reaktywatora Polskiego Towarzystwa Saksofonowego - Andrzeja Rzymkowskiego. Muszyński i jego koledzy w połowie lat 70. protestowali publicznie przeciw zmianom w Konstytucji PRL.
W roku 1978 zainteresował się Mail artem, stając się szybko obok Bogdana "Anastazego" Wiśniewskiego jednym z najbardziej znanych w świecie polskich uczestników ruchu. Pierwszą poważną ekspozycją, w jakiej wziął udział, był "Mail Art 666" w belgijskim Chaterloi w kwietniu 1981 r. Organizował duże wystawy Mail Artu w Elblągu (Centrum Sztuki Galeria EL - 1985), Łodzi (Galeria "Pod Prąd" - 1988) i Lublinie (MDK Vetter - 1991).
W latach 1981–1988 pracował jako konserwator polichromii ściennych i malarstwa sztalugowego (m.in. w Lublinie i w Rydze). Potem poświęcił się wyłącznie twórczości artystycznej. W latach 90. wspólnie z przyjaciółmi z byłego "Ogrodu/Ogrodu-2" wydał 3 tomiki poetyckie: ponieważ noc, ciemnia i czekając na podłodze na wszystkie pory życia. Pierwszy z nich również ilustrował. 
Wystawiał niemal we wszystkich krajach Europy, a także Japonii, Kanadzie i USA. Jego surrealizujące obrazy i Mail Arty posiadają w swych zbiorach muzea polskie i zagraniczne. Należał do Związku Polskich Artystów Plastyków Polska Sztuka Użytkowa (Oddział Warszawa).  Jako malarz preferował trudną technikę akwarelową. Od roku 1995 wykorzystywał programy komputerowe do obróbki zdjęć, tworzył też grafikę komputerową.